# MO82
Das MO82 ist ein 70 Meter hohes Hochhaus an der Moosacher Straße 82 im Viertel Am Oberwiesenfeld im Stadtbezirksteil Am Riesenfeld in München. Es liegt direkt am U-Bahnhof Oberwiesenfeld der Linie U3, nördlich des Olympiaparks.

## Beschreibung
Das MO82 wurde 2017 bis 2018 errichtet. Es hat 21 Stockwerke und ist damit das 17. höchste Hochhaus in München sowie das 20. Hochhaus der Stadt. In ihm sind ein H2 Hotel mit Schanigarten, Büroräume und Studentenwohnungen untergebracht.
Die Architektur stammt von Hilmer Sattler Architekten Ahlers Albrecht sowie Steidle Architekten. Die Baukosten belaufen sich auf rund 50 Millionen €.
Das Gebäude liegt auf dem ehemaligen Produktionsgelände der Knorr-Bremse AG auf dem Oberwiesenfeld.